# Liste der Nummer-eins-Hits in Japan (2003)
Die Liste der japanischen Nummer-eins-Hits enthält die Daten vom 1. Januar bis zum 31. Dezember 2003. Die letzte Woche im Jahr fällt mit der ersten Woche des neuen Jahres zusammen. Angegeben sind die Verkaufszahlen der jeweiligen Nummer eins in ihrer Woche. Alle Angaben basieren auf den offiziellen japanischen Charts von Oricon.

## Singles
| ← 2002 ← | Liste der Nummer-eins-Hits in Japan | Liste der Nummer-eins-Hits in Japan | Liste der Nummer-eins-Hits in Japan        | 2004 →                    |
| \| Zeitraum \| Wo. ges. \| Interpret \| Titel Autor(en) \| Zusätzliche Informationen \| \| (Zeitraum, Wochen auf Platz eins, Interpret, Titel, Autor[en], zusätzliche Informationen) \| \| \| \| \| \| ----------------------------------------------------------------------------------------- \| -------- \| ------------------------------ \| ------------------------------------------ \| ------------------------- \| \| 30. Dezember 2002 – 12. Januar 2003 2 Wochen \| 2 \| J-Friends \| Love Me All Over \| – \| \| 13. Januar 2003 – 19. Januar 2003 1 Woche \| 1 \| Every Little Thing \| UNTITLED 4 ballads \| – \| \| 20. Januar 2003 – 26. Januar 2003 1 Woche \| 1 \| Miyuki Nakajima \| Chijō no hoshi/Headlight Talelight \| – \| \| 27. Januar 2003 – 2. Februar 2003 1 Woche \| 1 \| 175R \| Happy Life \| – \| \| 3. Februar 2003 – 9. Februar 2003 1 Woche \| 1 \| Ringo Shiina \| Kuki (STEM) \| – \| \| 10. Februar 2003 – 23. Februar 2003 2 Wochen \| 2 \| Hikaru Utada \| COLORS \| – \| \| 24. Februar 2003 – 2. März 2003 1 Woche \| 1 \| RUI \| Tsuki no shizuku \| – \| \| 3. März 2003 – 16. März 2003 2 Wochen \| 2 \| I Wish \| Asu eno tobira \| – \| \| 17. März 2003 – 6. April 2003 3 Wochen (insgesamt 4) \| 4 \| SMAP \| Sekai ni hitotsu dake no hana \| – \| \| 7. April 2003 – 13. April 2003 1 Woche \| 1 \| B’z \| It’s Showtime!! Koshi Inaba, Tak Matsumoto \| – \| \| 14. April 2003 – 20. April 2003 1 Woche (insgesamt 4) \| 4 \| SMAP \| Sekai ni hitotsu dake no hana \| – \| \| 21. April 2003 – 27. April 2003 1 Woche \| 1 \| KinKi Kids \| Eien no BLOODS \| – \| \| 28. April 2003 – 4. Mai 2003 1 Woche \| 1 \| 175R \| Sora ni utaeba \| – \| \| 5. Mai 2003 – 11. Mai 2003 1 Woche \| 1 \| Morning Musume \| As For One Day \| – \| \| 12. Mai 2003 – 1. Juni 2003 3 Wochen \| 3 \| Naotarō Moriyama \| Sakura \| – \| \| 2. Juni 2003 – 8. Juni 2003 1 Woche \| 1 \| w-inds \| Super Lover \| – \| \| 9. Juni 2003 – 15. Juni 2003 1 Woche \| 1 \| V6 \| Darling \| – \| \| 16. Juni 2003 – 22. Juni 2003 1 Woche \| 1 \| Hyde \| HELLO \| – \| \| 23. Juni 2003 – 29. Juni 2003 1 Woche \| 1 \| Kōshi Inaba \| KI Kōshi Inaba \| – \| \| 30. Juni 2003 – 6. Juli 2003 1 Woche \| 1 \| KinKi Kids \| Kokoro ni yume o kimi ni wa ai o/Gira☆Gira \| – \| \| 7. Juli 2003 – 13. Juli 2003 1 Woche \| 1 \| Southern All Stars \| Katteni Sindbad \| – \| \| 14. Juli 2003 – 21. Juli 2003 1 Woche \| 1 \| V6 \| COSMIC RESCUE/Tsuyoku nare \| – \| \| 22. Juli 2003 – 27. Juli 2003 1 Woche \| 1 \| Ayumi Hamasaki \| & Ayumi Hamasaki \| – \| \| 28. Juli 2003 – 3. August 2003 1 Woche \| 1 \| B’z \| Yasei no Energy Koshi Inaba, Tak Matsumoto \| – \| \| 4. August 2003 – 17. August 2003 2 Wochen \| 2 \| Southern All Stars \| Namida no umi de dakaretai \| – \| \| 18. August 2003 – 24. August 2003 1 Woche \| 1 \| Chemistry \| Ashita e kaeru/Us \| – \| \| 25. August 2003 – 31. August 2003 1 Woche \| 1 \| KinKi Kids \| Hakka Candy \| – \| \| 1. September 2003 – 7. September 2003 1 Woche \| 1 \| Ayumi Hamasaki \| forgiveness Ayumi Hamasaki \| – \| \| 8. September 2003 – 12. Oktober 2003 5 Wochen \| 5 \| Masaharu Fukuyama \| Niji/Himawari/Sore ga subete sa \| – \| \| 13. Oktober 2003 – 19. Oktober 2003 1 Woche \| 1 \| Tokio \| Ambitious Japan! \| – \| \| 20. Oktober 2003 – 26. Oktober 2003 1 Woche \| 1 \| Tak Matsumoto feat. Mai Kuraki \| Niji/Himawari/Sore ga subete sa \| – \| \| 27. Oktober 2003 – 2. November 2003 1 Woche \| 1 \| Glay \| Beautiful Dreamer/Street Life \| – \| \| 3. November 2003 – 9. November 2003 1 Woche \| 1 \| Yuzu \| Hokōsha yūsen/Nō \| – \| \| 10. November 2003 – 17. November 2003 1 Woche \| 1 \| w-inds \| Long Road \| – \| \| 18. November 2003 – 23. November 2003 1 Woche \| 1 \| Ayumi Hamasaki \| No way to say Ayumi Hamasaki \| – \| \| 24. November 2003 – 30. November 2003 1 Woche \| 1 \| Tackey & Tsubasa \| Yumemonogatari \| – \| \| 1. Dezember 2003 – 14. Dezember 2003 2 Wochen \| 2 \| Mr. Children \| Tenohira/Kurumi \| – \| \| 15. Dezember 2003 – 21. Dezember 2003 1 Woche \| 1 \| Porno Graffitti \| Lack \| – \| \| 22. Dezember 2003 – 11. Januar 2004 3 Wochen \| 3 \| MONGOL800 \| Yorokobi no uta \| – \| |                                     |                                     |                                            |                           |
| ← 2002 |                                     |                                     |                                            | → 2004 →                  |
| Zeitraum | Wo. ges.                            | Interpret                           | Titel Autor(en)                            | Zusätzliche Informationen |
| (Zeitraum, Wochen auf Platz eins, Interpret, Titel, Autor[en], zusätzliche Informationen) |                                     |                                     |                                            |                           |
| 30. Dezember 2002 – 12. Januar 2003 2 Wochen | 2                                   | J-Friends                           | Love Me All Over                           | –                         |
| 13. Januar 2003 – 19. Januar 2003 1 Woche | 1                                   | Every Little Thing                  | UNTITLED 4 ballads                         | –                         |
| 20. Januar 2003 – 26. Januar 2003 1 Woche | 1                                   | Miyuki Nakajima                     | Chijō no hoshi/Headlight Talelight         | –                         |
| 27. Januar 2003 – 2. Februar 2003 1 Woche | 1                                   | 175R                                | Happy Life                                 | –                         |
| 3. Februar 2003 – 9. Februar 2003 1 Woche | 1                                   | Ringo Shiina                        | Kuki (STEM)                                | –                         |
| 10. Februar 2003 – 23. Februar 2003 2 Wochen | 2                                   | Hikaru Utada                        | COLORS                                     | –                         |
| 24. Februar 2003 – 2. März 2003 1 Woche | 1                                   | RUI                                 | Tsuki no shizuku                           | –                         |
| 3. März 2003 – 16. März 2003 2 Wochen | 2                                   | I Wish                              | Asu eno tobira                             | –                         |
| 17. März 2003 – 6. April 2003 3 Wochen (insgesamt 4) | 4                                   | SMAP                                | Sekai ni hitotsu dake no hana              | –                         |
| 7. April 2003 – 13. April 2003 1 Woche | 1                                   | B’z                                 | It’s Showtime!! Koshi Inaba, Tak Matsumoto | –                         |
| 14. April 2003 – 20. April 2003 1 Woche (insgesamt 4) | 4                                   | SMAP                                | Sekai ni hitotsu dake no hana              | –                         |
| 21. April 2003 – 27. April 2003 1 Woche | 1                                   | KinKi Kids                          | Eien no BLOODS                             | –                         |
| 28. April 2003 – 4. Mai 2003 1 Woche | 1                                   | 175R                                | Sora ni utaeba                             | –                         |
| 5. Mai 2003 – 11. Mai 2003 1 Woche | 1                                   | Morning Musume                      | As For One Day                             | –                         |
| 12. Mai 2003 – 1. Juni 2003 3 Wochen | 3                                   | Naotarō Moriyama                    | Sakura                                     | –                         |
| 2. Juni 2003 – 8. Juni 2003 1 Woche | 1                                   | w-inds                              | Super Lover                                | –                         |
| 9. Juni 2003 – 15. Juni 2003 1 Woche | 1                                   | V6                                  | Darling                                    | –                         |
| 16. Juni 2003 – 22. Juni 2003 1 Woche | 1                                   | Hyde                                | HELLO                                      | –                         |
| 23. Juni 2003 – 29. Juni 2003 1 Woche | 1                                   | Kōshi Inaba                         | KI Kōshi Inaba                             | –                         |
| 30. Juni 2003 – 6. Juli 2003 1 Woche | 1                                   | KinKi Kids                          | Kokoro ni yume o kimi ni wa ai o/Gira☆Gira | –                         |
| 7. Juli 2003 – 13. Juli 2003 1 Woche | 1                                   | Southern All Stars                  | Katteni Sindbad                            | –                         |
| 14. Juli 2003 – 21. Juli 2003 1 Woche | 1                                   | V6                                  | COSMIC RESCUE/Tsuyoku nare                 | –                         |
| 22. Juli 2003 – 27. Juli 2003 1 Woche | 1                                   | Ayumi Hamasaki                      | & Ayumi Hamasaki                           | –                         |
| 28. Juli 2003 – 3. August 2003 1 Woche | 1                                   | B’z                                 | Yasei no Energy Koshi Inaba, Tak Matsumoto | –                         |
| 4. August 2003 – 17. August 2003 2 Wochen | 2                                   | Southern All Stars                  | Namida no umi de dakaretai                 | –                         |
| 18. August 2003 – 24. August 2003 1 Woche | 1                                   | Chemistry                           | Ashita e kaeru/Us                          | –                         |
| 25. August 2003 – 31. August 2003 1 Woche | 1                                   | KinKi Kids                          | Hakka Candy                                | –                         |
| 1. September 2003 – 7. September 2003 1 Woche | 1                                   | Ayumi Hamasaki                      | forgiveness Ayumi Hamasaki                 | –                         |
| 8. September 2003 – 12. Oktober 2003 5 Wochen | 5                                   | Masaharu Fukuyama                   | Niji/Himawari/Sore ga subete sa            | –                         |
| 13. Oktober 2003 – 19. Oktober 2003 1 Woche | 1                                   | Tokio                               | Ambitious Japan!                           | –                         |
| 20. Oktober 2003 – 26. Oktober 2003 1 Woche | 1                                   | Tak Matsumoto feat. Mai Kuraki      | Niji/Himawari/Sore ga subete sa            | –                         |
| 27. Oktober 2003 – 2. November 2003 1 Woche | 1                                   | Glay                                | Beautiful Dreamer/Street Life              | –                         |
| 3. November 2003 – 9. November 2003 1 Woche | 1                                   | Yuzu                                | Hokōsha yūsen/Nō                           | –                         |
| 10. November 2003 – 17. November 2003 1 Woche | 1                                   | w-inds                              | Long Road                                  | –                         |
| 18. November 2003 – 23. November 2003 1 Woche | 1                                   | Ayumi Hamasaki                      | No way to say Ayumi Hamasaki               | –                         |
| 24. November 2003 – 30. November 2003 1 Woche | 1                                   | Tackey & Tsubasa                    | Yumemonogatari                             | –                         |
| 1. Dezember 2003 – 14. Dezember 2003 2 Wochen | 2                                   | Mr. Children                        | Tenohira/Kurumi                            | –                         |
| 15. Dezember 2003 – 21. Dezember 2003 1 Woche | 1                                   | Porno Graffitti                     | Lack                                       | –                         |
| 22. Dezember 2003 – 11. Januar 2004 3 Wochen | 3                                   | MONGOL800                           | Yorokobi no uta                            | –                         |